# Америчка буљина
Америчка буљина (лат. Bubo virginianus) врста је сове из породице правих сова која настањује просторе Северне и Јужне Америке. Још једно име ове сове је "Велика рогата сова". То је изузетно прилагодљива птица са великом распрострањеношћу и најраспрострањенија је права сова у Америци. Њена исхрана се првенствено састоји од зечева, мишева, пацова и волухарица, иако слободно лови сваку животињу коју може да савлада, пре свега друге глодаре и ситне сисаре, али и веће сисаре, разне птице, гмизавце, водоземце и бескичмењаке. У орнитолошким студијама, америчка буљина често се пореди са обичном буљином (лат. Bubo bubo), блиско сродном врстом која — упркос томе што је већа — заузима исту еколошку нишу у Евроазији, али и врстом Buteo jamaicensis, са којом често дели исто станиште, плен и навике гнежђења. Америчка буљина је једна од птица које се најраније гнезде, полажући јаја обично недељама или чак месецима пре других птица грабљивица.

## Опис
Америчка буљина је обично тако обојена да се прилагођава средини у којој живи (в. мимикрија). Доњи делови врста углавном су светлији и са браон хоризонталним шарама, док су горњи делови и горња страна крила мутне браон боје и са тамним, комплексним шарама. На грлу се јавља бела флека променљиве величине, која може да се настави као шара до средине груди, па чак види и по читавом предњем делу тела. Јужноамеричке подврсте обично имају мању белу шару, често неприметну, а веома ретко бели предњи део тела. Ушно перје ове врсте нема улогу ни ушију ни рогова, већ представља само перјану израслину на глави. Ушно перје је заједничка карактеристика читавог рода, као и скоро половине од 200 постојећих врста сова, али се не јавља код рода Scotopelia. Снежна сова обично има трагове ушног перја, које углавном није видљиво (величине је до 2 центиметра када је подигнуто, што је упола мање од дужине истог код америчке буљине). Сврха ушног перја није најјаснија, мада неки научници тврде да оно има визуелну улогу у територијалним и друштвено-сексуалним односима са другим совама, што је данас прихватљивија теорија од оне да оно има улогу да опонаша сисаре-месождере или да има улогу у камуфлажи.
Све америчке буљине имају фацијални диск, који је — иако не толико изражен као код родова. Strix и Aegolius — прилично изражен захваљујући тамном ободу, који прелази у црну боју на крајњем рубу лица. Фацијални диск може бити црвене, браон или сиве боје, што указује на географску, расну и индивидуалну варијацију. Такође постоје и појединачне и регионалне варијације у боји; субарктичке врсте имају светлије обојен фацијални диск, док оне са пацифичке обале Северне, Средње и већег дела Јужне Америке имају фацијални диск тамне браон боје, који на ободу прелази у црну нијансу. Кожа на стопалима и ногама, иако скоро у потпуности покривена перјем, црне је боје. Кљун је тамне сиве боје, канџе такође.

### Физиологија и димензије
Америчка буљина је најтежа постојећа сова у Средњој и Јужној Америци, а друга по тежини у Северној Америци (одмах после своје блиске рођаке, али по изгледу тотално другачије, снежне сове). Како год, и величина америчке буљине варира у зависности од простора на коме живи, па су тако примерци који живе на Аљасци и у Онтарију највећи, а примерци из Калифорније и Тексаса најмањи, иако се на Јукатану и у Доњој Калифорнији јављају подврсте које су још мање. Генерално, одрасле јединке ове врсте високе су 43—64 центиметра, с тим да су женке увек нешто мало веће неголи мужјаци. На основу 1.760 примерака (углавном оних из музеја), утврђено је да је просечна тежина ове птице 1.608 грама код женки и 1.224 грама код мужјака. Зависно од подврсте, америчка буљина може да тежи од само 680 грама па до чак 2.503 грама. Просечна одрасла јединка висока је 55 центиметара, распон крила јој је 122 центиметра, а тежина 1,4 килограма. У зависности од подврсте, максимална тежина односно маса коју ова птица може достићи износи 2.503 грама.
Дужина крила америчке буљине износи 29,7—40 центиметара. Површина крила у центиметрима квадратним у односу на масу птице треба бити пропорционална висини. Иако је код ове птице површина крила мала у односу на њихову масу, она је ипак описана као пропорционално највиша врста међу грабљивицама. Реп, који је кратак као и код већине осталих сова, дужине је 17,5—25,2 центиметара.
Ноге, стопала и канџе су велике и снажне. Дужина зглоба је 5,4—8 центиметара. Просечна дужина стопала (од канџе до канџе) износи око 20 центиметара, у поређењу са 8 центиметара код мале ушаре, 13—15 центиметара код кукувије и 18 центиметара код лапонске сове. Америчка буљина може имати дробилачку снагу у својој канџи која износи најмање 21 kg/cm2 (300 psi) или 2 , што је неупоредиво веће у односу на снагу људске шаке. Код неких великих женки, снага канџе може бити упоредива чак и са много већим грабљивицама, попут сурог орла.
Тврд, нефлексибилан кљун дугачак је 3,3—5,2 центиметара, док дужина видљивог дела кљуна износи само 2,1—3,3 центиметра.
Спољашњи отвори уха скривени су ушним перјем на странама главе, које је релативно мање него код буљине и дужине је 2,3 центиметра, с тим да је лево ухо незнатно веће од десног.
Очи америчке буљине, само мало мање од људских очију, велике су чак и за сову те се сматрају пропорционално највећим очима код свих терестријалних кичмењака. Визуелно су веома прилагођене ноћном лову и имају широко, готово у потпуности бинокуларно видно поље. Очи имају велику површину рожњача и претежно штапићасту ретину. Уместо да окреће очи, сова мора да окрене читаву главу; америчка буљина је способна да главу окрене за читавих 270 степени. Зенице су јој жуте боје, изузев код подврсте B. v. nacurutu код које су боје ћилибара.
- Очи америчке буљине су међу највећим и најзастрашујућијим међу свим животињама
- Канџе и стопала америчке буљине
- Близак поглед на ушно перје америчке буљине

### Дозивање
Дозивање америчке буљине је обично пискав, гласан тон који звучи као „хо-хо-ху ху ху” (такође се може написати и као ономатопеје „бу-бубу бух”, „ху-ху-хо-у” или „ху-хо-о-о”, „ху-ху-о-о-ху”) и може да траје четири или пет слогова. Једна од транслитерација гласи: „Још увек си будан. Ја такође.” Тон женке је виши од тона мужјака и повишава се на крају „разговора”. Гласање женке је пискавије због тога што она има мањи орган за певање. Оглашавање достиже свој врхунац чешће после него пре поноћи. Територијална песма је актуелна и често чувена све до краја фебруара или почетка марта, када птица већ почиње да се гнезди и полаже јаја. У неким случајевима, ова врста „има неописиво оглашавање: пригушен смех, церекање и врисак, који дати у малим интервалима брзо и неповезано дају утисак запањујућег и забавног истовремено”. Други чудни звуци које производи ова птица су и крчање „кррооо-ооо”, смех „вар, вар, ва-а-а-а-ах”, пискање „анк, анк, анк”, мјаукање „миии-ауууууу”, звук сличан јастребу „ке-ја, ке-ја” итд. Гласање може бити другачије када је птица узнемирена, нападнута или угрожена у гнезду (често од стране човека или неке дивљачи). Такође се разликује и оглашавање младе сове, оглашавање током удварања и током територијалних спорова са другим совама. Младе сове које још увек одгајају родитељи производе звукове налик на шуштање или гласан пискав звук који се често меша са кукувијиним оглашавањем.

### Идентификација врсте
Комбинацијом масе птице, истакнутости ушних праменова и разлике у боји перја, америчку буљину лако је разликовати од осталих врста, али може се и помешати са Магелановом совом која има сличан ареал. Магеланова сова се некада сматрала подврстом америчке буљине, али сада је готово сви научници сматрају засебном врстом, што је поткрепљено генетским истраживањима; доказано је да су ове две врсте настале од истог претка. Обојеност ових двеју врста генерално је слична, али Магеланова сова мања је по величини и има мања стопала и главу, са већим бројем правилнијих браонкастих шара на доњем делу тела, за разлику од америчке буљине чије су шаре неправилне. Друге буљине могу бити сличне овој птици, али су оне алопатричне односно гнезде се и живе у другим подручјима света, тако да не могу бити помешане (са изузетком снежне сове). Неке сличне тропске врсте са ушним праменовима — попут врста  и  — много су мање, док друге сличне врсте немају ушне праменове.

## Систематика
Америчка буљина припада роду Bubo, који садржи још 25 других данас постојећих врста. Скоро све врсте из овог рода су велике и снажне; чак би и моћна америчка буљина била рангирана као врста средње величине у односу на друге припаднике рода који углавном насељавају Африку и Азију. Међу свим светским врстама, америчка буљина заузима једанаесто место по просечној тежини (девет до десет осталих врста припада роду Bubo, зависно од класификације), тринаест врста је у просеку дуже од ње (осам до девет припада роду Bubo) и једанаест врста има већи распон крила од ње (шест до седам припада роду Bubo). Максимална тежина америчке буљине надвладана је од стране свега шест врста. Америчка буљина представља једну од две струје птица које су дошле са некадашњег Беринговог копненог моста. Док се Магеланова буљина одвојила одмах пошто су се сове рашириле Америкама, већина научника се слаже да су се америчка буљина и снежна сова диференцирале од истог претка још у Евроазији, а потом се снежна сова преко читавог Арктика и најсевернијих делова Северне Америке потпуно независно развијала од струје ширења америчке буљине.

### Подврсте
Више од 20 подврста је до сада идентификовано. Међутим, многе од њих нису праве подврсте већ само представљају примере индивидуалне или територијалне варијације. Разлика између подврста је углавном у боји и величини те прате Глогерова и Бергманова правила: најконзервативнији примерци америчке буљине могу се груписати у десетак подврста, иако је тај број у литератури већи.
- Обична/источна америчка буљина —  (1788)

Насељава источни САД, од Минесоте па све до Тексаса, североисточно до јужног Квебека, јужног Онтарија, Нове Шкотске и острва Принц Едвард. Птица је станарица. Подврста B. v. mesembrinus која живи у Средњој Америци јужно до превлаке Тевантепек, можда је само јужни крак ове подврсте, с обзиром на исту обојеност перја, мада је доста мања по величини тела. Међутим, B. v. mesembrinus има дисконтинуирани ареал, па се кроз ареал ове подврсте појављују и подврсте B. v. pallescens и B. v. mayensis, пре него што се обична америчка буљина поново појави у јужном Тексасу.
Ова подврста је средње обојена, ни превише тамно ни упадљиво бледо. Јединке су обично тамносиве или мало блеђе боје. Углавном је богато риђе и штрафтасто обојена са јасно ограниченим црнкасто-браон доњим делом тела. Стопала могу да буду жуто мрка или крем боје; средње су прошарана. Фацијални диск је често једнобојне цимет црвене боје. Ово је средње велика подврста, са дужином крила 31,9—37,1 центиметара код мужјака (у просеку 33,9 центиметара), а код женки 34,3—38,8 центиметара (просечно 36,3 центиметара). Неочекивано, с обзиром на то да ова подврста нема најдужа крила, она је ипак најтежа позната подврста; мужјаци теже од 985 до 1.588 грама (у просеку 1.318 грама), а женке од 1.417 до 2.503 грама (у просеку 1.768 грама). Претходни подаци добијени су проучавањем великог броја јединки у околини Мичигена. У поређењу са подврстом B. v. subarcticus која у просеку има дужа крила, обична америчка буљина је ипак тежа од ње. У супротности с тиме, у Костарици — где живи могућа синонимна подврста  — просечна маса ове птице износи један килограм, а то је најмања забележена маса ове врсте у било ком делу њеног ареала. Друге мере ове птице су: дужина репа 19—23,5 центиметара, дужина стопала 5,6—5,8 центиметара, дужина кљуна 3,5—5 центиметара. Карактеристично за ову подврсту је и то да она има најдуже ушне праменове.
- Јужноамеричка буљина —  (1817)

Равничарска је подврста. Јавља се у раздвојеним популацијама, од источне Колумбије до Гвајанске висоравни; такође живи и у Бразилу и Уругвају, јужно од басена Амазона те до Боливије, провинције Буенос Ајрес у Аргентини, као и у западном Парагвају. Станарица је. Укључује могуће подврсте B. v. scotinus, B. v. elutus и B. v. deserti. Статус ове подврсте нарочито односи између разбацаних субпопулација и са подврстом  — као и са Магелановом совом —, захтева још подробнијих истраживања.
Типична боја ове подврсте је земљана браон. Птице из степске унутрашњости Бразила углавном имају више беле боје на горњем делу тела и ушима, насупрот монотоно сивом задњем делу тела. Мање је загасите боје од подврсте B. v. nigrescens. Ово је једина подврста код које зеница није жуте већ боје ћилибара. Магеланова сова, иако слична по боји овој подврсти, има жуте очи (као и све остале сове). Сове из ове подврсте средње су величине, мање од свих подврста Северне Америке али ипак веће од неких мексичких подврста. Дужина крила је 33—35,4 центиметара код мужјака и 34—37,6 центиметара код женке. Реп је код оба пола дужине 18,4—21,7 центиметара. Само су три јединке измерене до сада, а њихова маса била је 1.011 и 1.132 грама (мужјаци) и 1.050 грама (женка). Најзначајнија карактеристика ове подврсте је велик кљун, дужине 4,3—5,2 центиметара, који је већи од кљуна било које друге подврсте (упркос осталим средњим величинама ове подврсте).
- Северна/субарктичка америчка буљина —  (1852)

Гнезди се од Макензија у Британској Колумбији на истоку све до јужног дела залива Хадсон; јужна граница ареала није јасна, али се простире најмање до Монтане и Северне Дакоте. Подврста се може редовно наћи до 45° СГШ, али се у том подручју не гнезди (на пример, у Вајомингу или Јужној Дакоти). Повремено прелази и ту границу, посебно када нема довољно хране на северу. Ова подврста обухвата птице познате као B. v. occidentalis и B. v. sclariventris. Старије име wapacuthu повремено се користи за ову подврсту, али није са сигурношћу препознатљиво име таксона; тако се узима за nomen dubium. Популација описана као algistus вероватно се заснива на луталицама или различитим мешовитим јединкама са субарктичком или другим подврстама.
Ово је најблеђа подврста америчке буљине; у суштини је беличасте боје, са тамнијим примесама у горњим деловима тела. Црни унутрашњи део тела иде од нејасног до јако израженог, а углавном је видљив на грудима међу осталим бледим перјем. Ова подврста има веома мало или нимало црвеног перја. Показује веома велик степен климатске варијације — насељава подручје од Сједињених Држава (где су сове углавном средње сиве боје са тамнијим шарама), па до субарктичке зоне у Канади (где су птице веома светло обојене и готово без икаквих шара). Веома бледе сове ове подврсте из даљине веома личе на младунце снежне сове. Код ове подврсте, боја стопала се креће од беспрекорно беле па до боје људске коже, са мало или нимало шара. У западној Канади ова подврста може да се хибридизује са подврстом B. v. saturatus, а то често чини и са подврстом B. v. heterocnemis на истоку. У оба случаја, настала јединка је црвенкасте боје, попут обичне америчке буљине само контрастнијих боја. Ово је једна од највећих подврста америчке буљине. Дужина крила је 32,3—37,2 центиметра (у просеку 34,7 центиметара) код мужјака и 33,9—39 центиметара (у просеку 36,2 центиметара) код женки. Маса тела износи 865—1.460 грама (у просеку 1.196) грама код мужјака и 1.112—2.046 грама (просечно 1.556 грама) код женки. Дужина репа је 20—22,5 центиметара код мужјака односно 22—24 центиметара код женки. Кљун је дугачак 3,5—4,3 центиметара а стопала 66 центиметара, код оба пола.
- Калифорнијска буљина —  (1854)

Насељава централну и јужну Калифорнију, а налази се и западно од Сијера Неваде (изузев долине Сан Хоакин), јужно до северозападне Доње Калифорније, као и у Мексику. Огранак је потпопулације у округу Сан Дијего у Калифорнији. Птица је станарица.
Има браон, тамне доње делове тела, мање изражене него код подврсте B. v. saturatus, али израженије у односу на подврсту B. v. pallescens. Рамени део тела је црне боје, а ноге су тамне и ишаране. Фацијални диск је често веома тамне мутне боје. Ово је веома мала подврста, заправо најлакша подврста америчке буљине икада измерена. Дужина крила се креће у интервалу 30,5—36,2 центиметара (просечно 33,2 центиметара) код мужјака, док женке имају крила дужине 33,5—37,5 центиметара (у просеку 35,1 центиметара). Мужјаци теже просечно 991,7 грама, а граничне вредности тежине су 680 и 1.272 грама, док је код женки просек 1.313 грама а граничне вредности 825 и 1.668 грама. Дужина репа код мужјака и женки износи 17,5—21,8 и 20,3—23 центиметара (редом), док кљун код оба пола има дужину 3,4—4,1 центиметара. Дужина стопала измерена је код једне јединке и износила је 5,7 центиметара.
- Обалска америчка буљина —  (1877)

Пацифичка обала од североисточне Аљаске до северне Калифорније станиште је ове подврсте. Укључује и B. v. leucomelas. Некада званично призната подврста B. v. lagophonus данас се сматра само климатском варијацијом ове подврсте са унутрашњости Аљаске до Орегона (до реке Снејк) и северозападне Монтане. Ове подврсте се зими могу јавити јужно чак до Колорада и Тексаса, али то се дешава само током ируптивног раста.
Тамне је браонкасте боје и са јаким шарама на доњој страни тела, те са монотоном мркожутом основом. Унутаркопнене подврсте имају више сиву основу, док су обалске подврсте више браон боје. Што се осталих карактеристика тиче, копнене и приморске сове готово су исте. Фацијални диск иде од сиве и црвенкастосиве па до тамне риђе боје. Ноге су обично прилично тамне сиве боје, мада су познате и неке јединке без перја на ногама, тако да су оне више прошаране црном бојом него код осталих северноамеричких подврста. Што се тиче димензија, ова подврста је прилично велика, тако да јединке које живе на Аљасци надмашују остале примерке. Дужина крила код мужјака је 33—37 центиметара (просечно 34,8 центиметара), а код женки 33,9—40 центиметара (у просеку 37,5 центиметара). Дужина репа износи 19,1—24,5 центиметара и 19,6—25,2 центиметара, код мужјака и женки редом. Код оба пола, дужине кљуна и стопала су редом 3,5—4,4 центиметара и 6,2—7 центиметара. Када је реч о маси ове птице, до сада није објављен ниједан званичан податак.
- Северноандска америчка буљина —  (1884)

Живи у Андима те степским и пашњачким областима од Колумбије до северозападног Перуа. Претпоставља се да је синоним за подврсту .
Тамне је, хладне сиво-браон боје и са загаситим шарама. Ово је вероватно у просеку најтамније обојена подврста америчке буљине, иако понекад подврсте B. v. saturatus и B. v. elachistus могу бити тамније од ње. Ова подврста има веома мало риђу нијансу на свом перју која је доста присутна код осталих подврста, мада неке јединке из ове подврсте могу имати фацијални диск цимет боје. Подврста је која има најдужа крила — код мужјака 34,5—36,5 центиметара, а код женки 35—38,2 центиметара. Реп је код оба пола дужине 18,5—21,7 центиметара, а кљун 4—5 центиметара (што су релативно велике вредности у поређењу са подврстом B. v. nacurutu). Дужина стопала измерена је код једне јединке и износила је 8 центиметара, што указује на релативно дуге ноге ове подврсте. Досад нису објављени подаци о маси. Очигледно, упркос великој дужини крила, птице из ове подврсте релативно су мање када се остале димензије упореде са подврстом B. v. saturatus.
- Пустињска америчка буљина —  (1897)

Живи од долине Сан Хоакин, југозападно кроз сува подручја југоисточне Калифорније и јужне Јуте, источно до западног Канзаса те јужно до Герера и западног Веракруза у Мексику. Ареал јој је испресецан са оним обалске америчке буљине у области провинције Сан Дијего. Поједине јединке луталице ове подврсте и популације са планина, које изгледају веома слично, такође се јављају у овом ареалу. Птица је станарица. Ова подврста је вероватно синоним за подврсту .
Тамно је обојена и са нејасним шарама, посебно са доње стране тела. Тамније јединке обично имају жућкастосмеђи доњи део тела. Предео око рамена је тамномрке боје, док је перје на ногама бело и обично без обележја. Мала подврста, у просеку има дужа крила од калифорнијске буљине, али просечно је лакша од ње. Дужина крила је код мужјака 31,8—36,7 центиметара (у просеку 33,7 центиметара), а код женки 33,2—38,1 центиметара (у просеку 34,9 центиметара). Маса се код мужјака креће у распону 724—1.257 грама (просечно 914,2 грама), а код женки 801—1.550 грама (у просеку 1.142 грама). Код оба пола, реп је дуг 19—23,5 центиметара, а кљун 3,3—4,3 центиметара.
- Јукатанска америчка буљина —  (1901)

Ендемска је врста за јужне две трећине полуострва Јукатан. Станарица је.
Средње је бледа подврста, прилично слична пустињској буљини по обојености и димензијама. Када је реч о величини, јукатанска америчка буљина је најмања подврста америчке буљине, мања чак и од омањих јединки пустињске подврсте, у неким случајевима само мало већа од доњокалифорнијске буљине. Дужина крила и репа код мужјака редом износе 29,7—34 центиметара и 18—19,8 центиметара, а код женки 30,3—35,7 центиметара и 19,9-21 центиметара. Кљун код оба пола варира у дужини 3,9—4,1 центиметара, док су стопала дугачка 5,4—6,5 центиметара.
- Доњокалифорнијска буљина —  (1902)

Станиште јој је јужна Доња Калифорнија. Станарица је.
Слична је у боји калифорнијској буљини, само нешто тамнија и више ишарана; изгледа као минијатурна обалска буљина. По величини је 5—10% мања од обалске буљине, мада је у неким димензијама иста као и ова подврста. У просеку је најмања америчка буљина. Мужјаци имају крила дужине 30,5—33,5 центиметара, а реп 17,5—20,6 центиметара; кљун им варира у дужини 3,3—3,8 центиметара. Код женки крила су дужине 33 центиметра, а реп 21,1 центиметара.
- Североисточна америчка буљина, Bubo virginianus heterocnemis (Oberholser, 1904)

Гнезди се у источној Канади (северни Квебек, Лабрадор, Њуфаундленд). Јужна граница гнежђења је вероватно река Сен Лорен. Зими, ова подврста може се проширити и кроз читав Онтарио па чак све до северних делова САД. Може бити синоним подврсте B. v. saturatus, иако живи много источније. Североисточна америчка буљина окружена је много светлијом субарктичком буљином са западне а другачије прошараном обичном америчком буљином са јужне стране, тако да се повремено јавља и хибридизација између ове три подврсте, углавном на североистоку.
Прилично је тамносива и прошарана подврста. Перје на ногама је тамно и шарено. Према средњим вредностима димензија (изузев масе птице, која је непозната), ова подврста је просечно највећа. Мужјацима су крила дуга 35—36,5 центиметара, а женкама 37—39 центиметара. Код оба пола, реп је дуг 22—25 центиметара, а кљун 3,8—4,8 центиметара.
- Буљина са стеновитих планина, Bubo virginianus pinorum (Dickerman & Johnson, 2008)

Популација ове подврсте гнезди се јужно од реке Снејк у Ајдаху па све на југу до Аризоне, Новог Мексика и планина Гвадалуп у Тексасу. На западу се претпоставља да живи до платоа Модок и језера Моно у Калифорнији. Ова подврста била је саставни део подврсте B. v. occidentalis, али данас је описана и именована као засебна подврста која живи на поменутом подручју. Дивергенциони покрети ка долинама и нижим пределима неретко се јављају, али та појава још увек није детаљно испитана.
- Обична америчка
буљина

- Јужноамеричка
буљина

- Северноамеричка
буљина

- Калифорнијска
буљина

- Обалска америчка
буљина


## Распрострањеност и станиште
Америчка буљина има веома велик ареал који се на северу простире до крајњих субарктичких делова Северне Америке, где живи до северозападних и јужних падина планине Макензи, Кеноре (Онтарио), северне Манитобе, села Форт Чимо (Квебек), полуострва Унгава те острва Антикости и Принц Едвард. Распрострањена је широм Северне и Средње Америке, као и у Јужној Америци до северних делова Аргентине, Боливије и Перуа, одакле почиње ареал Магеланове сове (он се простире све до Огњене земље, на самом југу континента). Ретко се виђа или је уопште нема на простору од Гватемале, Ел Салвадора, Никарагве и Костарике до Панаме у Средњој Америци, као и у мангровским шумама на северозападу Јужне Америке. Буљине нема на Антилима ни на острвима Хајда Гвај, нити на било којим другим острвима близу америчких обала. Њена способност да насељава острва очигледно није толико велика као способност ритске сове или кукувије. Након поделе на две врсте, америчка буљина постала је друга најраспрострањенија сова у Америкама, одмах после кукувије.
Ова врста је међу најприлагодљивијим врстама сова или чак птица у погледу станишта. Она може да насељава дрвеће листопадних, четинарских или мешовитих шума, тропских кишних шума, затим пампасе, прерије, планинске пределе, пустиње, субарктичку тундру, стеновите обале, мангровске мочварне шуме, па и урбане средине. У Америкама је мање има у неким најекстремнијим срединама. У пустињама Мохаве и Сонора оне не живе само у срцу пустиња, али их има у рубним подручјима обраслим вегетацијом. Чак и у Северној Америци ретке су на подручју старих прашума. Само неколико пута је забележено њихово присуство у прашумама Амазоније. С друге стране, живе у шумама Апалачких планина, али су у Арканзасу много чешће близу привремених пољопривредних површина усред великих шума. Слично томе, у средњој и јужној Пенсилванији сове више насељавају њиве и пашњаке неголи листопадне или било које друге шуме, што указује на склоност ка фрагментираним пределима. У преријама, пашњацима и пустињама оне могу живети током целе године ако постоје стеновити кањони те стрме и/или шумовите јаруге (са хладовином еквивалентном оној коју даје дрвеће) јер овакви им терени обезбеђују склониште и место за гнежђење.
У планинским областима Северне Америке обично живе до висина на којима се простире дрвеће, мада се могу срести и на висинама од 2.100 метара у Калифорнији или чак од 3.300 метара на Стеновитим планинама. На Андима, с друге стране, прилагодиле су се планинским условима попут правих планинских птица, тако да се могу наћи на висинама од најмање 3.300 метара, а редовно и у пашњачким зонама на надморским висинама 4.100—4.500 метара у Еквадору и Перуу. Углавном су ретке у мочварним подручјима и нема их ни на крајњем северу нити у арктичкој тундри, где њихово место попуњавају снежне сове. Најрадије насељавају отворене површине (где лове) и шуме (у којима се гнезде). Америчка буљина често се може наћи и у градским или приградским подручјима. Ипак, више јој прија простор без људске активности па се тако може наћи у парковима или сличним подручјима, за разлику од источне и западне вриштеће сове (Megascops asio и Megascops kennicottii) која се редовно јавља у прометним деловима градских и приградских подручја. Упркос томе, једно гнездо нађено је у дрвету које се налази усред кампуса једног колеџа, под којим се нађе минимум 3.000—4.000 људи дневно. Све упарене америчке буљине трајни су насељеници својих територија, док се неупарене и млађе јединке слободно крећу у потрази за друштвом и територијом, а регионе у којима има мало хране напуштају зими.

## Понашање
У већини аспеката њиховог понашања, америчке буљине су типичне за сове и већину птица грабљивица. На основу експерименталног одгајања младих сова у заточеништву, Пол Ерингтон је сматрао да су оне птице „у суштини ниско интелигентне” и могу да лове само када су у дивљини те су инстинктивно вођене глађу па лове прво шта нађу. Показао је да птице у заточеништву, којима су давана парчад меса од њиховог рођења, уместо да лове или симулирају лов да би дошле до хране — нису имале способност да лове. Насупрот овоме, Вилијам Берг је поредио своје сове одгајане у заточеништву са папагајима, који су славне интелигентне птице; америчке буљине су, иако не са много воље, „знале свог чувара и обично прихватале шта год је он затражио од њих, и то са доста толеранције”. Артур Бент је такође приметио варијабилност у темпераменту америчких буљина према њиховим одгајивачима, тако да су неке биле обично пријатне, али је већина пак била агресивна. Већина заробљених примерака, када једном одрасте чини се да се супротставља покушајима контакта са одгајивачима и често напада своје чуваре. Оне ће пратити наређења само када су тако одгајане одмалена, али ретко тако успешно како то чине неке друге дневне грабљивице, обучене за соколарство или забаву, мада то не мора бити у корелацији са интелигенцијом како наводи Ерингтон. Карл Марти се такође не слаже са оценама Ерингтона, наводећи да њихов избор плена није „тако случајан како то Ерингтон наводи”, већ да је „... избор плена америчке буљине, када је реч о сисарима, у директној вези са популацијом плена. (...) Амерички зечеви су изабрани за плен упркос њиховом статусу станишта.”.
Као и већина сова, и америчка буљина умногоме се служи тајношћу и невидљивошћу. Због своје боје перја, она је добро камуфлирана и током дана (када је неактивна) и током ноћи (када лови). Дан проводи углавном на дебелој грани неког великог дрвета, али повремено и у пукотинама или мањим пећинама у стенама или густом растињу. Преферира бор и друге четинаре тамо где их има, јер су довољно густи и пружају заштиту током целе године. Мужјак типично има омиљено место одмаралишта у близини свог гнезда, које користи узастопно по неколико година. Док одмара, америчка буљина заузима тзв. „усправну” позицију, односно седи усправно и има такво држање да изгледа што тања. Врста држања је позната као додатни метод камуфлаже за друге сове (на пример, за малу ушару или лапонску сову), поготово ако им се човек или други сисари-предатори приближе. Буљина ретко или готово никада не заузима овај положај. Ван сезоне парења, америчка буљина може да одмара и проведе дан где год се њена ноћна потрага за храном заврши у зору. Генерално, америчка буљина активна је ноћу, мада у неким областима може бити активна и касно поподне те и у рану зору. У сумрак, док седи на грани или великој стени, она испушта неколико звукова пре него да крене да лети, што чини да би означила да је територија заузета или да би дозвала јединку супротног пола. Упркос својој камуфлажи и тајновитој локацији, ова птица се може понекад уочити преко дана, а углавном је уочавају америчке вране. С обзиром да су сове — поред црвенорепих јастребова — главни предатори врана и њихових младунаца, вране се понекад скупљају на безбедној удаљености и насрћу на сове својим љутитим грактањем, које може трајати и по неколико сати. Када сове покушају једноставно одлетети како би их избегле, вране их веома често прате.

## Исхрана
Плен америчке буљине може да варира у зависности од могућности. Према једном аутору, „свако живо биће које хода, пузи, лети или плива, сем великих сисара, може бити плен ове птице”. Заправо, америчка буљина има разноврснији плен од било које друге грабљивице у Америкама. Иако неке сове могу да имају разноликију храну у свом гнезду, према неким студијама поједних једники (попут врста Strix varia и Glaucidium gnoma), америчка буљина као и неке друге дневне грабљивице због своје широке распрострањености, прилагодљивости станишта, неселективном лову и снази веома лако надмашује друге америчке грабљивице у укупној разноликости плена. Све у свему, идентификовано је око 500 различитих врста као плен америчке буљине, а више десетина њих идентификовано је само као род или општи тип (велики број бескичмењака). Сисари (више од 200 врста) и птице (скоро 300 врста) чине основу њихове исхране. Све скупа, исхрану америчке буљине чини 87,6% сисара, 6,1% птица те 1,6% гмизаваца и водоземаца, док се преосталих 4,7% исхране састоји од инсеката, других бескичмењака и риба. Процењена маса плена америчке буљине варира од само 0,4 грама, па све до 6,8 килограма. Процењена средња маса плена, према неким студијама, износи од 22,9 грама (према једној вашингтонској студији, где је главни плен врста миша под називом Perognathus) до 610,4 грама (у североисточном делу Северне Америке, где су главни плен амерички зечеви). Западно од Стеновитих планина, средња маса плена износи око 90 грама, у Вашингтону, Ајдаху и Калифорнији 22,9—90 грама, а преко 90 грама источно и северно од Стеновитих планина. Маса већег дела плена креће се од 4 до 2.300 грама. Једној сови потребно је 50—100 грама хране дневно и може преживети на једном великом улову по неколико дана. Упркос великој разноврсности плена, у већини копненог дела Сједињених Држава, као и у Канади и на Аљасци, америчка буљина живи углавном на малом броју врста: три врсте зечева из реда Lagomorpha, две врсте мишева и око три врсте волухарица, као и једна врста пацова.

## Размножавање
Америчка буљина је једна од птица у Северној Америци која се најраније гнезди, наизглед због дугих ноћи у то доба године, као и због додатне конкурентске предности коју ова особина даје птици у односу на друге грабљивице. У већем делу Северне Америке, удварање траје од октобра до децембра, а парови се бирају од децембра до јануара. Ова врста је строго моногамна. Упркос напорима да се пронађу примерци полигамије, до сада такви случајеви нису откривени. На простору од 293 km (182,06 mi) у области јужно од Боулин Грина у Охају, било је 37 мужјака и 29 женки (утврђено према њиховом дозивању); свих осам усамљених јединки били су мужјаци. Током удварања у периоду касне јесени и ране зиме, мужјаци привлаче пажњу женки недвосмислено певајући и нагињући се напред (са репом спуштеним надоле или укоченим) и дувајући своје бело грло да изгледа као лопта. Бело грло може да служи као визуелни стимуланс у условима слабе светлости, када се ове сове обично и удварају. Мужјак често лети горе-доле око дрвета док се приближава женки. На крају, када се приближи женки, он почиње да трља свој кљун о њен, стално се сагињући све време. Ако прихвати, женка почиње да узвраћа својом песмом и пар почиње да живи заједно. Мужјак може и да убеди женку тако што ће јој дати свеже уловљен плен, који ће потом поделити. Иако мужјаци привлаче женке песмом око месец до месец и по дана, женке узвраћају свега недељу или десетак дана. Пар се обично размножава из године у годину и остаје везан током целог живота, иако мање интензивно када добијени младунци постану независни. Пар обнавља своју репродуктивну везу пре сезоне парења, тако да може доћи до блажег удварања у зимском периоду, које има за циљ јачање везе између јединки пре размножавања. Копулација забележена у Алберти десила се 41 минут после заласка сунца: мужјак лети око женке, слеће директно на њу, обавија је лепетајући крилима и гризе јој врат кљуном. Обе птице испуштају звуке током овог процеса.
Мужјак бира место гнежђења и привлачи пажњу женке летећи до гнезда и газећи по њему. Гнезда са отвореним приступом, с обзиром на то да су ове птице веома велике, имају предност у односу на она која се налазе склонута на околним гранама. Као и остале сове, ни америчка буљина не прави сама своје гнездо. Локација гнежђења ове птице разноврснија је од било које друге северноамеричке врсте. Пре масовне сече старих стабала листопадне шуме од Висконсина до Источне обале, очигледно је да су многа гнезда ових птица била у шупљинама тих дрвећа. Рупе у дрвећу су једно од најчешћих места гнежђења, нарочито у јужним државама, и то у великим стаблима дуж рубних делова шума. Рупе у дрвећу користе и многе друге птице Северне Америке, укључујући и малу ушару, источну вриштећу сову, кукувију и друге, а све оне углавном могу да живе у малим рупама. У планинским или брдовитим подручјима, посебно у кањонима на југозападу и на Стеновитим планинама, ове сове често користе клифове, мале пећине и друге заштићене депресије. У Евроазији, буљина оваква места користи много чешће. Сове које живе у преријама (као и оне на приобаљу) — у одсуству гнезда других животиња, старих дрвећа или рупа у голој земљи —, често полажу јаја на стенама, железничким пругама, у ниском жбуњу, па чак и на голој земљи. Гнежђење на земљи виђа се и у високим травама на Флориди те у подручјима са грмљем, као и у пустињским областима. Чак се и рупе у којима живе јазавци и којоти често користе као гнезда, упркос ризику од поделе простора са таквим потенцијално опасним становницима.
Данас, већина гнезда на дрвећу које користе америчке буљине изграђена је од стране других животиња, углавном на висини 4,5—22 метра изнад земље. Често преузимају гнездо неке друге велике птице, понекад додајући перје на врх гнезда, али обично то не чине. Наводно постоје неки случајеви када су сове ојачале конструкцију гнезда или је изгледало као да су обновиле гнездо, али по правилу нема врсте сове за коју је познато да је изградила гнездо. Америчке буљине које живе на југозападу могу често да користе гнезда у кактусу, која углавном праве Харисов и црвенорепи јастреб; користе такође и велике шупљине у кактусима. Гнезда која користе обично су изграђена од стране већих врста јастребова, од малих врста попут Куперовог јастреба па до ћелавог и златног орла, иако најчешће користе гнезда поменутог црвенорепог јастреба. Друге птице по популарности за „крађу” гнезда су вране и гаврани. Чак и канадска гуска, ноћна чапља и велика плава чапља могу да дођу у обзир као кандидати за узимање гнезда.
- Млада америчка
буљина
- Млада калиф.
буљина

- Млада обалска америчка
буљина

- Младунци америчке
буљине
у гнезду
- Мајка са младунцима америчке
буљине

## Дуговечност и смртност
Америчка буљина је најдуговечнија сова у Северној Америци. Од свих сова, једино она може надмашити животни век буљине у дивљини. Документоване су две сове у дивљини које су живеле (редом) 21 годину и 4 месеца и 22 године и 2 месеца. Међутим, откривен је један примерак ове врсте који је живео 28 година и 7 месеци, те тако представља најстарију сову икада откривену у Северној Америци. Просечан животни век америчке буљине је 13 година. Најдужи животни век забележен у заточеништву је 38 година, што је много мање од (непотврђеног) животног века буљине — 68 година. У принципу, америчке буљине су најугроженије у раним фазама живота. Понекад се дешава да младунци прерано напусте гнездо, тако да нису способни да се самостално одбране и побегну од непријатеља, па често заврше као храна лисице, риса, којота или дивље мачке. Повремено се дешава да ракуни и амерички црни медведи украду и поједу јаја из гнезда, док амерички опосум ретко нађе незаштићено јаје и поједе га. Забележено је да вране и гаврани често једу јаја или младунце ове птице. То се може десити само када су сове протеране из гнезда због људске активности или су приморане да напусте гнездо због недостатака хране, мада се повремено дешава да читаво јато врана нападне сову и тако је отера из гнезда. Забележен је случај када је велики број врана био убијен од стране мужјака, када су оне отерале женку из гнезда да би појеле њена јаја. Мужјак је седео у гнезду и суочио се са сваком враном понаособ, што је након дугог периода узнемиравања довело до тога да вране одустану од овога и одлете. Познато је и да се Харисов и црвенорепи јастреб понекад хране младунцима ове птице. Уопштено говорећи, америчка буљина ретко показује сиблицидне особине (за разлику од осталих птица грабљивица). Сиблицид се појавио у 9 од 2.771 гнезда у Саскачевану. Већина случајева када је неко младунче било убијено од стране других младунаца из гнезда или родитеља десила се углавном када су они били болесни, повређени или убијени због глади. Одрасле јединке углавном немају природних непријатеља, сем обеју врста америчких орлова, као и осталих сова из исте врсте. Случај када је феругинозни мишар напао одраслу јединку био је заправо покушај предаторства; иначе, мишари нису способни да озледе америчку буљину. Одрасла јединка, која је једном приликом пронађена мртва током зиме, очигледно је била жртва лисице, мада узрок сукоба није био познат (мишљење неких орнитолога је да је сова била оборена из неких разлога); сова је након убиства остала нетакнута.

### Цитирана библиографија
- Accordi, Iury Almeida; Barcellos, Andre (2006). „Composição da avifauna em oito áreas úmidas da Bacia Hidrográfica do Lago Guaíba, Rio Grande do Sul” (PDF). Revista Brasileira de Ornitologia. 14 (2). Архивирано из оригинала (PDF) 16. 2. 2012. г. Приступљено 16. 3. 2016.
- Holt, Denver W.; Berkley, Regan; Deppe, Caroline; Enríquez Rocha, Paula L.; Olsen, Penny D.; Petersen, Julie L.; Rangel Salazar, José Luis; Segars, Kelley P.; Wood, Kristin L. (1999). 69 Great Horned Owl ([Del Hoyo, J.; Elliott, A.; Sargatal, J. Handbook of Birds of the World (5: Barn-owls to Hummingbirds)] изд.). Barcelona: Lynx Edicions. стр. 185 [плоча 10]. ISBN 978-84-87334-25-2. Приступљено 16. 3. 2016.
- Johnson, D. H. (1993). Spotted owls, great horned owls, and forest fragmentation in the central Oregon Cascades (PDF). Corvallis, USA: Master's Thesis. Oregon State University. Приступљено 16. 3. 2016.
- König, Claus; Weick, Friedhelm (2008). Owls of the World (II изд.). London: Christopher Helm. ISBN 9781408108840. Приступљено 16. 3. 2016.
- Rohner, Christoph; Krebs, Charles J. (1996). „Owl predation on snowshoe hares: Consequences of antipredator behaviour”. Oecologia. 108/198 (2): 303—310. Bibcode:1996Oecol.108..303R. PMID 28307843. S2CID 8013050. doi:10.1007/BF00334655. Приступљено 16. 3. 2016.